# Unplugged (Arrested Development)
Unplugged è l'unico album dal vivo del gruppo musicale statunitense Arrested Development, pubblicato nel marzo 1993.

## Tracce
1. Time – 0:53
2. Give a Man a Fish – 4:05
3. The Gettin' – 2:10
4. Natural – 4:55
5. Searchin' for One Soul – 1:22
6. Raining Revolution – 4:33
7. Fishin' 4 Religion – 4:04
8. Mama's Always on Stage – 3:21
9. U – 5:21
10. Mr. Wendal – 4:35
11. People Everyday – 6:51
12. Give a Man a Fish (strumentale) – 4:11
13. The Gettin' (strumentale) – 2:10
14. Natural (strumentale) – 4:55
15. Searchin' for One Soul (strumentale) – 1:22
16. Raining Revolution (strumentale) – 4:33
17. Mama's Always on Stage (strumentale) – 4:37
18. Mr. Wendal (strumentale) – 3:30